# Mishel Prada
Pour les articles homonymes, voir Mishel et Prada.
Mishel Prada, née le 23 décembre 1989 aux États-Unis, est une actrice américaine.

## Filmographie

### Comme actrice
- 2008 : Day's Eye (court métrage) : Judy
- 2011 : A Handful of Dust (court métrage) : Winnie
- 2013 : Eat Spirit Eat : Ana
- 2015 : Mari Celeste (court métrage) : Mari
- 2015 : Benjamin Troubles : Nova
- 2015 : There Is a New World Somewhere : Angela
- 2016 : Tell Me How I Die : infirmière Rivera
- 2016 : Return to Sender (court métrage) : Mari
- 2016-2017 : Fear the Walking Dead (série télévisée) : Gabi (16 épisodes)
- 2017 : The Two Dogs : Gina Good
- 2018 : Corporate (série télévisée) : Trudy
- 2018 : Bachelor Lions : Charlotte
- 2018 : Champions for Children Awards (téléfilm)
- depuis 2018 : Vida (série télévisée) : Emma Hernandez
- 2019 : Riverdale (série télévisée) : Hermosa Lodge
- 2023 : The Continental : From the World of John Wick (série TV)

### Comme productrice
- 2015 : Mari Celeste (court métrage)
- 2016 : Return to Sender (court métrage)

### Comme scénariste
- 2016 : Return to Sender (court métrage)